# Nardcore
Nardcore is zowel een beweging als een muziekgenre voortgekomen uit de hardcore punk-scene tijdens de jaren 80 in Zuid-Californië. Enkele bands die het genre als eerste begonnen te spelen zijn Agression, Dr. Know, False Confession, Ill Repute, Habeas Corpus, Rich Kids on LSD en Ten Foot Pole (toen nog bekend als Scared Straight). 
De vroegste shows vonden plaats in en rondom Oxnard. De naam van het genre is dan ook een mix van de stadsnaam "Oxnard" en het genre "hardcore". Hoewel veel punkbands uit deze omgeving ook skatepunk spelen, blijft nardcore meer trouwe aan het harde geluid van hardcore punk. Nardcore is echter wel sneller dan de oorspronkelijke hardcore punk uit de jaren 80.
Het punklabel Mystic Records (uit Hollywood, Californië) en de oprichter Doug Moody zijn begonnen het genre te promoten. Het label gaf onder andere veel albums van nardcorebands uit.

## Bands
Enkele bands die tot de nardcorescene behoren en dit genre spelen.
- Agression
- Dr. Know
- False Confession
- Habeas Corpus
- Stäläg 13
- Ill Repute
- Rich Kids on LSD
- Ten Foot Pole